# Jorge Azcón
Jorge Azcón Navarro, né le 21 novembre 1973 à Saragosse, est un homme politique espagnol, membre du Parti populaire (PP). Il est président d'Aragon depuis août 2023.
Il entre en politique à 20 ans, occupant notamment la présidence des Nouvelles générations du Parti populaire dans la province de Saragosse puis en Aragon. Entre 2000 et 2007, il est conseiller municipal de Saragosse, passant quatre ans dans l'opposition à partir de 2003.
Il revient au conseil municipal en 2011, et devient en 2016 porte-parole du groupe du Parti populaire, toujours dans l'opposition. À la suite des élections municipales de 2019, il devient maire de Saragosse après avoir conclu un accord de coalition avec Ciudadanos et un accord de soutien sans participation avec Vox.
Devenu président du Parti populaire d'Aragon en décembre 2021, il est chef de file électoral aux élections régionales du 28 mai 2023. Il l'emporte avec une majorité relative, et scelle deux mois plus tard un pacte de gouvernance commune avec Vox.

## Vie privée
Jorge Azcón Navarro naît le 21 novembre 1973 à Saragosse.
Il est marié depuis novembre 2002 avec Ana Blasco, et père de deux enfants.

## Formation et vie professionnelle
Jorge Azcón étudie le droit à l'université de Saragosse, où il obtient une licence. Il passe ensuite avec succès un master en urbanisme.
Avocat de profession, il travaille également comme directeur de la société MRA, un bailleur social, en Aragon.

## Engagement politique

### Débuts et ascension

#### Conseiller municipal de Saragosse
En 1993, Jorge Azcón adhère au Parti populaire (PP). Il gravit les échelons de son organisation de jeunesse, les Nouvelles générations (NNGG), dont il est successivement président dans la province de Saragosse, puis en Aragon.
Quand Luisa Fernanda Rudi renonce à la mairie de Saragosse pour occuper la présidence du Congrès des députés, il fait son entrée au conseil municipal. Il est alors nommé conseiller délégué à la Jeunesse et au Personnel par le nouveau maire, José Atarés. Il considère d'ailleurs ce dernier comme son parrain politique.
À la suite des élections municipales de 2003, le PP bascule dans l'opposition, après que le socialiste Juan Alberto Belloch a remporté la mairie. Jorge Azcón devient alors porte-parole adjoint du groupe des élus du Parti populaire. En 2007, il est victime d'une purge, organisée par le nouveau chef de file municipal du PP, Domingo Buesa, qui ne l'inclut pas parmi sa listes de candidats.

#### Chef de l'opposition municipale
Eloy Suárez le rappelle pour faire partie de sa candidature aux élections municipales de 2011. Sous la mandature 2011-2015, il est porte-parole de son groupe pour l'économie et les finances.
En février 2016, Eloy Suárez renonce à son mandat d'élu municipal pour siéger au Congrès des députés. À l'unanimité, le comité exécutif provincial du PP désigne Jorge Azcón comme nouveau porte-parole du groupe municipal. Par ses interventions, il se forge l'image d'un adversaire habile et provocateur, qui cherche à créer un maximum de tension et ne fuit pas la confrontation.

### Maire de Saragosse

#### Élection
Pour les élections municipales de 2019, Jorge Azcón est tête de liste du Parti populaire à Saragosse, affrontant notamment le sortant, Pedro Santisteve. Le jour du scrutin, il obtient 8 élus sur 31, soit deux de moins que la liste de la socialiste Pilar Alegría, mais la droite est majoritaire au conseil municipal avec un total de 16 sièges pour le PP, Ciudadanos (Cs) et Vox.
Le 14 juin, le PP et Cs concluent un programme commun de gouvernement contenant 50 mesures, que Vox refuse de soutenir car il n'a pas été partie prenante aux négociations, menaçant de laisser la mairie au Parti socialiste en tant que liste arrivée en tête,. Finalement, le PP et Vox s'entendent au niveau national, ce qui garantit l'élection d'Azcón à quelques heures de la séance d'installation de la nouvelle mandature.
Il est effectivement élu maire de la ville peu après, par 16 voix sur 31. Le 19 juin, il présente la structure de son exécutif, répartie à égalité entre le Parti populaire et Ciudadanos. Trois mois plus tard, il est désigné porte-parole des élus du Parti populaire au sein du comité directeur de la Fédération espagnole des villes et des provinces (FEMP).

#### Président du PP d'Aragon
Comme attendu, Jorge Azcón annonce le 3 novembre 2021 qu'il est candidat à la présidence du Parti populaire d'Aragon dans le cadre du XIVe congrès régional, recevant le soutien du sortant qui ne se représente pas, Luis María Beamonte (es). Il est proclamé candidat unique le 18 novembre par le comité d'organisation.
Il est élu le 19 décembre président du PP d'Aragon par 97,92 % des suffrages exprimés parmi les 900 délégués des adhérents. Il promeut l'ancienne maire de Huesca, Ana Alós, au poste de secrétaire générale, et nomme les trois présidents provinciaux du parti, vice-présidents régionaux. Au conclave assistent, notamment, le président du parti, Pablo Casado, le secrétaire général, Teodoro García Egea, ou encore la porte-parole du groupe au Congrès, Cuca Gamarra.
Deux mois plus tard, dans le cadre de la guerre interne entre Pablo Casado et Isabel Díaz Ayuso, il appelle, le 22 février 2022, au départ de Casado dans le cadre d'un congrès extraordinaire qui porterait Alberto Núñez Feijóo à la présidence du PP. Cette posture reçoit le soutien unanime du comité de direction du parti en Aragon.

### Président d'Aragon

#### Élections régionales de 2023
Lors d'un entretien sur Onda Cero le 7 décembre 2022, Alberto Núñez Feijóo laisse entendre que Jorge Azcón sera chef de file du Parti populaire aux élections du 28 mai 2023 aux Cortes d'Aragon et qu'il ne se représentera pas à la mairie de Saragosse. Azcón réagit en affirmant que la volonté de Feijóo peut différer de la décision finale, laissant l'Aragon comme le dernier territoire sans candidat formel du Parti populaire. Il confirme finalement, neuf jours plus tard, qu'il sera bien le candidat du PP à la présidence de la communauté autonome. Natalia Chueca lui succède comme tête de liste aux municipales à Saragosse. Pour les élections parlementaires, il occupe la tête de liste dans la circonscription de Saragosse.
Le jour du scrutin, le PP l'emporte à la majorité relative. Devançant le Parti socialiste (PSOE) du président sortant, Javier Lambán, il capte plus de 35 % des suffrages exprimés et fait élire 28 députés sur 67. C'est 12 sièges de plus qu'en 2019, ce qui correspond au nombre d'élus que perd Ciudadanos, qui disparaît des Cortes. Dans leur ensemble, avec les 7 députés de Vox, les partis de droite franchissent la majorité absolue avec 35 parlementaires sur 67. Il est remplacé à la mairie de Saragosse le 17 juin par Natalia Chueca, au cours de la séance d'installation du conseil municipal à laquelle il assiste en qualité d'invité. Le PP et Vox parviennent à un accord le 23 juin pour la répartition des postes à pourvoir au bureau des Cortes, qui octroie à Vox la présidence du parlement régional et qui prévoit que les deux partis formeront un groupe de travail pour conclure un éventuel accord sur un programme gouvernemental.

#### Investiture
La nouvelle présidente des Cortes, Marta Fernández, consulte les différentes forces politiques à partir du 28 juin en vue de proposer un candidat à l'investiture des députés. Le 7 juillet, elle annonce qu'elle propose la candidature de Jorge Azcón à la présidence de la communauté autonome et que la séance d'investiture sera convoquée ultérieurement.
Le 3 août, le Parti populaire et Vox concluent un accord de coalition, prévoyant l'investiture de Jorge Azcón et la participation de Vox au gouvernement avec deux conseillers, dont l'un aura le titre de vice-président. Le contrat entre les deux partis — que le journal El Mundo qualifie de « plus idéologique » parmi ceux déjà signés — prévoit notamment l'abrogation de la loi de mémoire démocratique, la réécriture de la loi sur les personnes transgenres et la création d'un « chèque éducation » laissant aux parents le soin de choisir l'établissement scolaire de leur enfant. L'entente est formellement scellée le lendemain, par la signature du pacte de coalition, à laquelle Azcón n'assiste pas : c'est Ana Alós qui le paraphe au nom du Parti populaire.
Marta Fernández indique, le 7 août, que le débat d'investiture aux Cortes aura lieu les 9 et 10 août, et que les séances commenceront plus tôt en raison de la célébration des fêtes de Saint-Laurent à Huesca. À la veille du débat, le PP conclut un accord d'investiture avec le Parti aragonais (PAR), qui prévoit notamment que le PAR proposera cinq directeurs généraux de l'administration régionale et le délégué du gouvernement régional dans la province de Huesca. Lors de l'énoncé de son discours de politique générale, Jorge Azcón annonce une baisse de l'impôt sur le revenu, la suppression de l'impôt sur les successions, l'établissement de la liberté de choix de l'école par les parents ou encore la généralisation de la gratuité des structures de la petite enfance.
Il est effectivement élu président d'Aragon le lendemain, par 36 voix pour et 31 voix contre. Comme prévu, il bénéficie du soutien du Parti populaire, de Vox et du Parti aragonais. Votent contre lui le Parti socialiste, la Chunta Aragonesista (CHA), Teruel Existe (TE), Podemos et Izquierda Unida (IU).

#### Mandat
Jorge Azcón prête serment et entre en fonction le lendemain, lors d'une cérémonie au siège des Cortes, après quoi il se rend à son nouveau bureau.
Il dévoile ensuite la composition de son gouvernement, qui compte pour la première fois deux vice-présidences et intègre cinq conseillers dotés d'une importante expérience politique, faisant notamment appel à l'ancienne porte-parole parlementaire Mar Vaquero, son directeur de cabinet à la mairie de Saragosse, Octavio López, et l'ex-conseiller puis secrétaire d'État Roberto Bermúdez de Castro.
Vox rompt la coalition le 11 juillet 2024, s'opposant à la répartition de quelques centaines de mineurs non accompagnés avec l'accord des présidents de communauté autonome issus du PP. Dès le lendemain, Jorge Azcón procède à un remaniement gouvernemental qui réduit le nombre de vice-présidents et de conseillers.